# Суасон
Суасо́н, Суассо́н (фр. Soissons, лат. Suessionem) — город на севере Франции, регион О-де-Франс, департамент Эна, центр одноименного округа. Расположен в 90 км к северо-востоку от Парижа, на берегу реки Эна. Через город проходит автомагистраль N2. На юго-востоке города находится железнодорожная станция Суасон линии Ла-Плен—Ирсон.
Население (2018) — 28 522 человек.

## История
В кельтскую эпоху Суасон был известен как главный город племени свессонов и назывался Новиодунум, или Аугуста Суессионум. По преданию, в римском Суасоне занимались башмачным ремеслом братья Криспиниан и Криспин, во время гонения на христиан в 287 году принявшие мученическую смерть и впоследствии признанные святыми. По инициативе римского императора Майориана в 451 году город превратился в центр реорганизованной в административном отношении северной Галлии, получившей название Суассонская область.
В 464—486 годах под предводительством Сиагрия город и область превращается в последний форпост галло-римской государственности в борьбе с германскими захватчиками. В 486 году германский предводитель Хлодвиг разбил здесь римского полководца Сиагрия. В 511 году Суасон стал главным городом Нейстрии. Около 557 года Хлотарь I основал здесь бенедиктинское аббатство Святого Медарда, ставшее впоследствии важным духовным и политическим центром. В 752 году в этом аббатстве был помазан на царство Пипин Короткий.
С IX века — главный город графства Суассонского, переходившего путём купли и наследства во многие владетельные фамилии, пока оно в 1734 году не досталось французской короне. В 1729 году в городе заседал Суассонский конгресс, урегулировавший разногласия между испанцами и англичанами.
Во время войны 1814 года Суасон несколько раз переходил из рук в руки: 14 февраля он был взят генералом Чернышёвым, но русские вслед за тем удалились, и через 5 дней крепость была вновь занята маршалом Мортье. 2 марта Суасон, где оставлен был гарнизон из польских войск (1600 чел.) под командой генерала Моро, был окружён и бомбардирован войсками Блюхера и Бюлова. На другой день крепость сдалась. (Подробнее об этих событиях см. Взятие Суассона (1814).)
По отступлении Блюхера за Эну в Суасоне остался русский корпус генерала Рудзевича. 5 марта он был атакован войсками маршалов Мортье и Мармона, которые, несмотря на двойное превосходство сил, не смогли овладеть крепостью. 7 марта Рудзевич получил приказание очистить Суасон, чтобы примкнуть к армии, расположенной у Лана.
В сентябре 1870 года, во время франко-прусской войны, Суасон был осаждён войсками 13-го германского корпуса и на 36-й день осады сдался.

## Достопримечательности
- Кафедральный собор святых Гервасия и Протасия (фр., готика, XII век)
- Две башни (70 и 75 м) и отдельно стоящий портал разрушенного аббатства Сен-Жан-де-Винь (фр., XIII век)
- Бывшие аббатства Сен-Лежер (теперь семинария) и Нотр-Дам (теперь казармы)
- Бывшая церковь Святого Петра в романском стиле XII века (теперь гимназия)
- Бывшее аббатство Святого Медарда, привлекавшее сотни тысяч пилигримов, от которого в наши дни сохранились лишь ворота, башня и крипта[5].
- Здание мэрии в бывшем дворце интенданта XVIII века с парком
- Художественный и археологический музей; от римских времён сохранились амфитеатр, скульптуры, мозаики, вазы, монеты

## Экономика
Структура занятости населения:
- сельское хозяйство — 0,4 %
- промышленность — 6,5 %
- строительство — 4,5 %
- торговля, транспорт и сфера услуг — 44,4 %
- государственные и муниципальные службы — 44,1 %

Уровень безработицы (2017) — 25,7 % (Франция в целом — 13,4 %, департамент Эна — 17,8 %). 

Среднегодовой доход на 1 человека, евро (2018) — 17 430 (Франция в целом — 21 730, департамент Эна — 19 690).

## Демография
Динамика численности населения, чел.

## Администрация
Пост мэра Суасона с 2014 года занимает Ален Кремон (Alain Cremont). На муниципальных выборах 2020 года возглавляемый им правый список победил в 1-м туре, получив 59,44 % голосов.
| Период | Период | Фамилия           | Партия                                                       | Примечания                                             |
| ------ | ------ | ----------------- | ------------------------------------------------------------ | ------------------------------------------------------ |
| 1965   | 1977   | Жан Герлан        | Радикальная партия                                           |                                                        |
| 1977   | 1995   | Бернар Лефран     | Социалистическая партия                                      | депутат Национального собрания Франции                 |
| 1995   | 2000   | Эмманюэль Букийон | Союз за французскую демократию                               | депутат Национального собрания Франции                 |
| 2000   | 2001   | Клод Паризо       | Объединение в поддержку Республики                           |                                                        |
| 2001   | 2008   | Эдит Эррати       | Объединение в поддержку Республики Союз за народное движение | радиолог, член Регионального совета Пикардии           |
| 2008   | 2014   | Патрик Де         | Социалистическая партия                                      | психиатр, член Генерального совета департамента        |
| 2014   |        | Ален Кремон       | Разные правые                                                | руководитель предприятия, президент агломерации Суасон |

## Города-побратимы
- Айзенберг, Германия
- Штадтхаген, Германия
- Арад, Израиль
- Гуардамар-дель-Сегура, Испания
- Луисвиль, Канада
- Тиджикжа, Мавритания
- Кымпулунг-Мусчел, Румыния

## Знаменитые уроженцы
- Шарль Филипп Ронсен (1751—1794), государственный и военный деятель, один из вождей Великой французской революции
- Жильбер Вино (1772—1838), французский военный деятель, бригадный генерал, участник революционных и наполеоновских войн.
- Орор Клеман (1945), актриса театра и кино

## Галерея

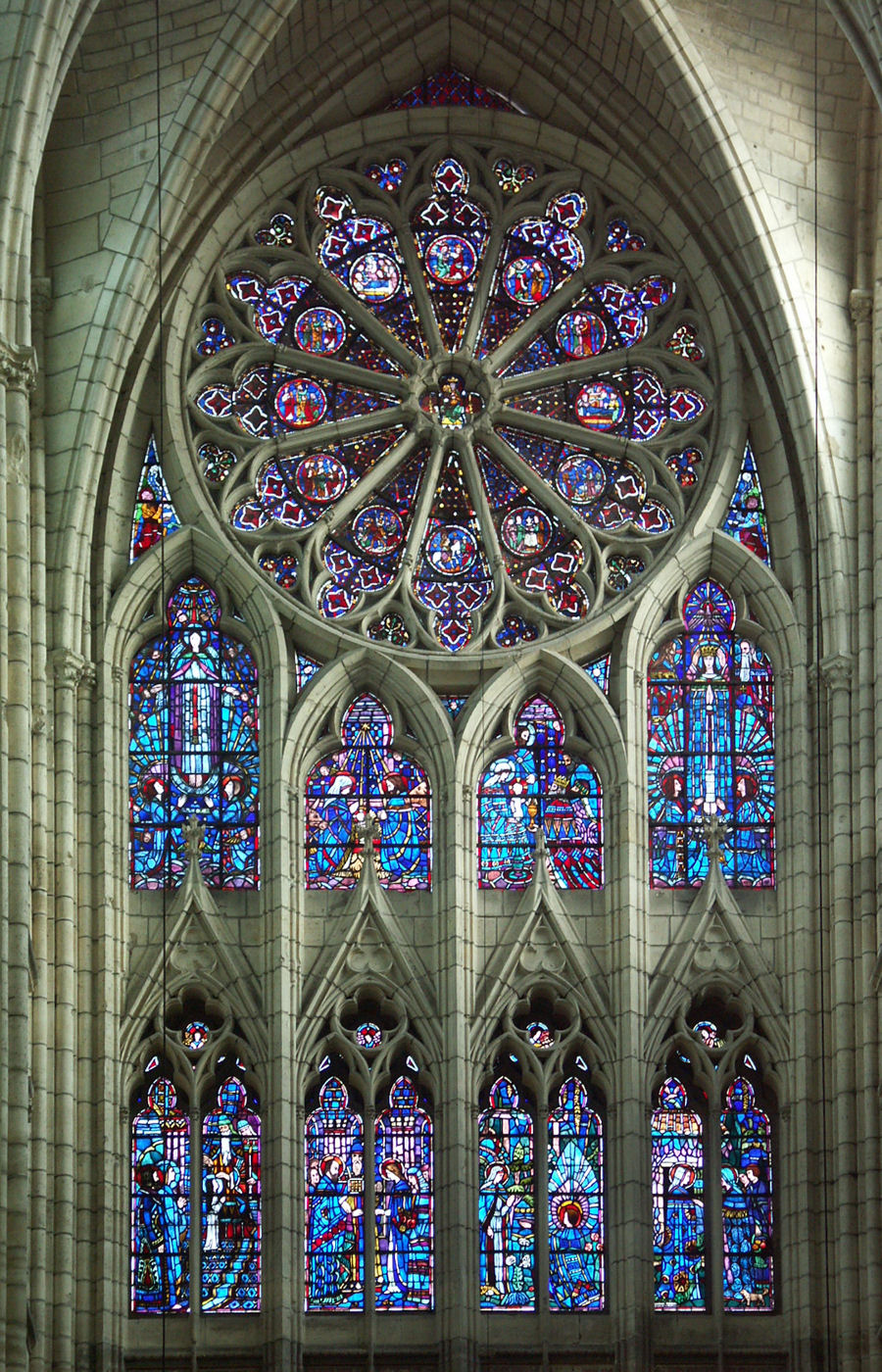
Витраж в кафедральном соборе
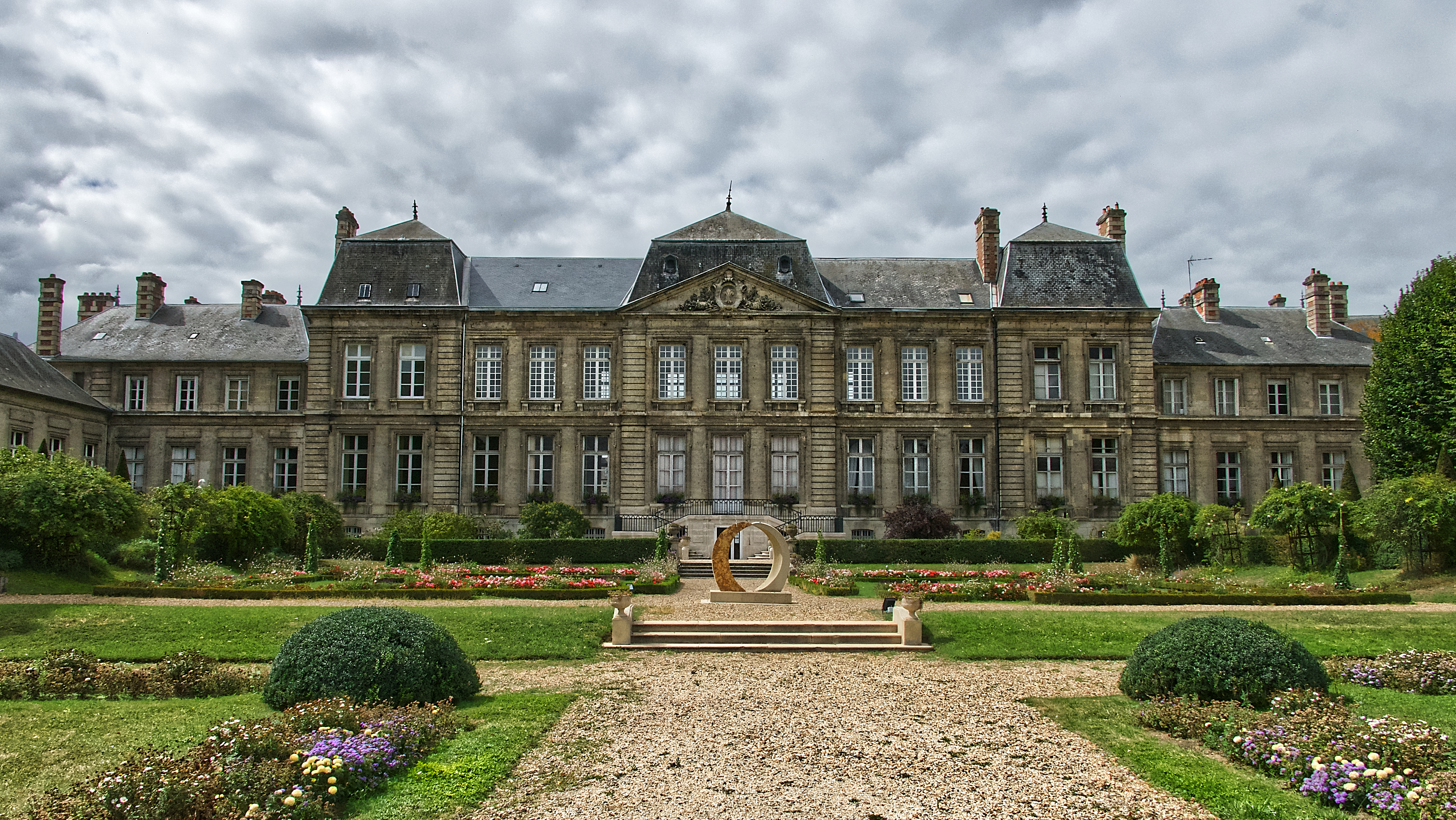
Здание мэрии с парком
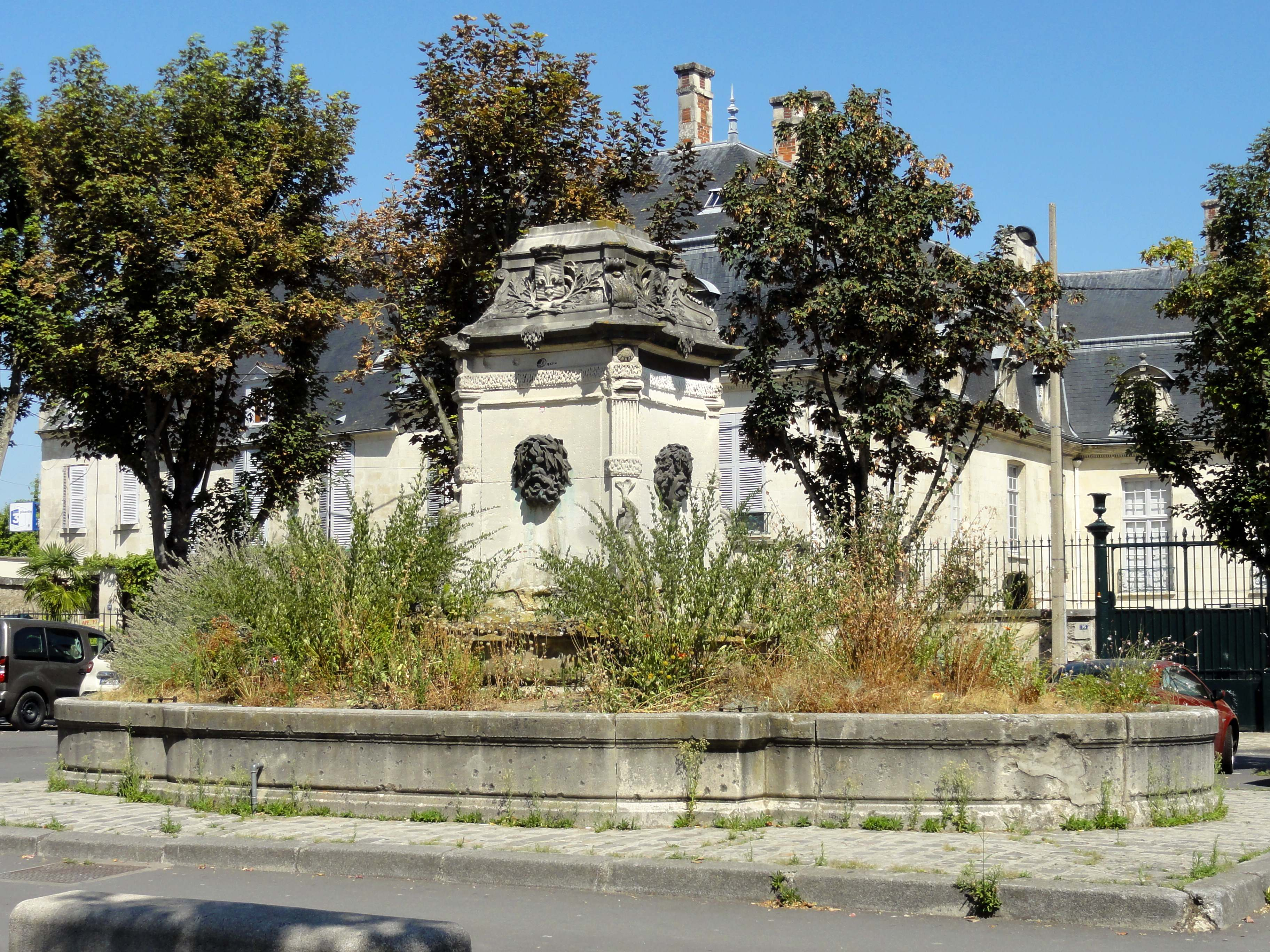
Фонтан на Гран-Плас
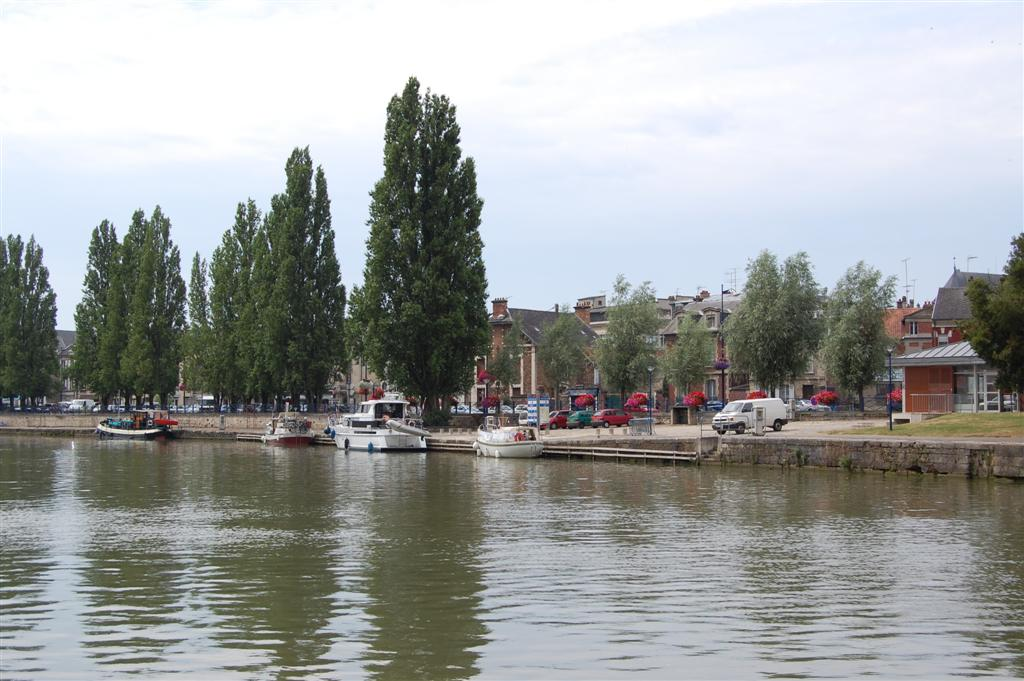
Набережная Эны в Суасоне
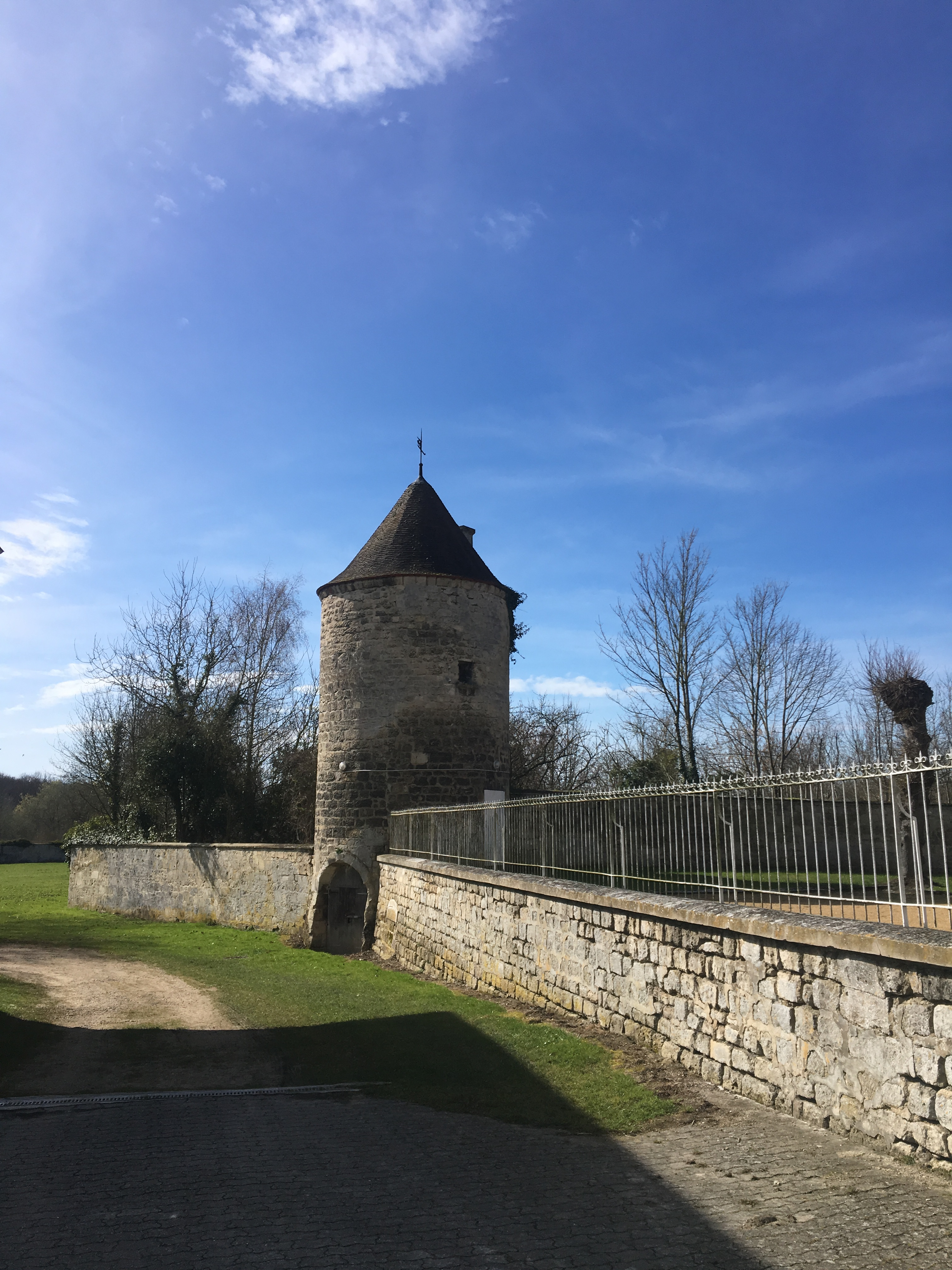
Стена бывшего аббатства Святого Медарда